# Amara (Amarocelia)
Amara (Amarocelia) – podrodzaj rodzaju Amara, chrząszczy z  rodziny biegaczowatych i podrodziny Pterostichinae.

## Taksonomia
Takson opisał w 1862 roku Wiktor Moczulski. Gatunkiem typowym jest Amarocelia punctatostriata Motschulsky, 1860.

## Występowanie
Podrodzaj głównie nearktyczny z dwoma gatunkami palearktycznymi. Do fauny europejskiej należą 2 gatunki. W Polsce występuje tylko Amara erratica.

## Systematyka
Do tego podrodzaju należy 13 opisanych gatunków:
- Amara ellipsis (Casey, 1918)
- Amara erratica (Duftschmid, 1812)
- Amara farcta LeConte, 1855
- Amara interstitialis Dejean, 1828
- Amara laevipennis Kirby, 1837
- Amara lugens Zimmermann, 1832
- Amara moerens Zimmermann, 1832
- Amara nexa (Casey, 1918)
- Amara patruelis Dejean, 1831
- Amara rugulifera Hieke, 2002
- Amara sodalicia (Casey, 1924)
- Amara tenebrionella (Bates, 1882)
- Amara transberingiensis Hieke, 2002